# Clan Bevilacqua-Passalacqua
Il clan Bevilacqua-Passalacqua è un'organizzazione criminale di etnia Rom attiva in Calabria.

## Storia

### Origini
La carriera criminale dei rom ha preso piede nel Cosentino all'inizio del millennio, per poi diffondersi in tutta la Calabria. Stando alle dichiarazioni dei pentiti e alle prime significative emersioni processuali, i gruppi di etnia Rom avrebbero assunto il controllo del mercato illegale del traffico di stupefacenti, operando sotto la protezione e con l'approvazione delle 'ndrine storiche.
Sebbene il gruppo nel suo complesso non sia esclusivamente dedito ad attività illegali, comprende una serie di individui e famiglie che portano questi cognomi, tra cui una parte coinvolta in operazioni criminali e in azioni tipiche della mafia. Molto probabilmente come i membri del clan Casamonica prendono origine dalle famiglie di rom abruzzesi venuti in Italia dalla fine del XIV fino all'inizio del XV.

### Attività Criminali e Geografia delle famiglie
Le attività Criminali delle famiglie Bevilacqua e Passalacqua sono varie e hanno tutte il metodo mafioso, vanno dall'estorsione, spaccio, furti di auto e riciclaggio. Queste attività vengono svolte a Crotone, Catanzaro, Cosenza e dintorni.
Il clan Bevilacqua-Passalacqua ultimamente tratta alla pari con le cosce storiche calabresi, anche perché alcuni membri delle cosche rom sono stati battezzati dalla 'ndrangheta e alcuni di loro hanno avuto ruoli nei clan locali, il rifornimento di droga della zona Crotonese-Catanzarese secondo delle indagini avviene a Cutro e San Leonardo di Cutro, ma anche nella zona di Reggio Calabria.